# Kostel Narození Panny Marie (Nehasice)
Kostel Narození Panny Marie je římskokatolický filiální kostel zasvěcený Narození Panny Marie v Nehasicích v okrese Louny. Od roku 1964 je chráněn jako kulturní památka. Postaven byl v gotickém slohu během 14. století a v 70. letech 17. století byl barokně upraven.

## Historie a stavební vývoj
Kostel v Nehasicích existoval už v roce 1359, kdy zdejší nejmenovaný farář asistoval při instalaci nového faráře ve Staňkovicích. Pozdější duchovní správci už jsou známi jménem: 1363 to byl Jan, syn Vernera z Loun, 1369 Buzko, 1378 Mikuláš a řada dalších. Posledním známým nehasickým farářem je v roce 1427 M. Mikuláš Gurein, kanovník při kostele sv. Jiří na Pražském hradě. Od 2. poloviny 15. století spravovali kostel utrakvističtí kněží. Po třicetileté válce už se Nehasice sídlem farnosti nestaly. Kostel se stal filiálním ke kostelu v Bitozevsi.
Dosavadní literatura kladla stavbu kostela do přelomu 3. a 4. čtvrtiny 14. století, nebo až do století 15. Architektonické tvarosloví a některé detaily, zejména kružby jižního okenního otvoru presbytáře, dávají za pravdu spíše Líbalově dataci. Stavebníkem mohl být Jindřich Škopek z Dubé, jenž měl patronátní právo ke kostelu v 80. letech 14. století a na královském dvoře vykonával funkci nejvyššího zemského komorníka. Za Škopka mohl být kostel, zmiňovaný v polovině 14. století, buď nahrazen novým, nebo zcela přestavěn.

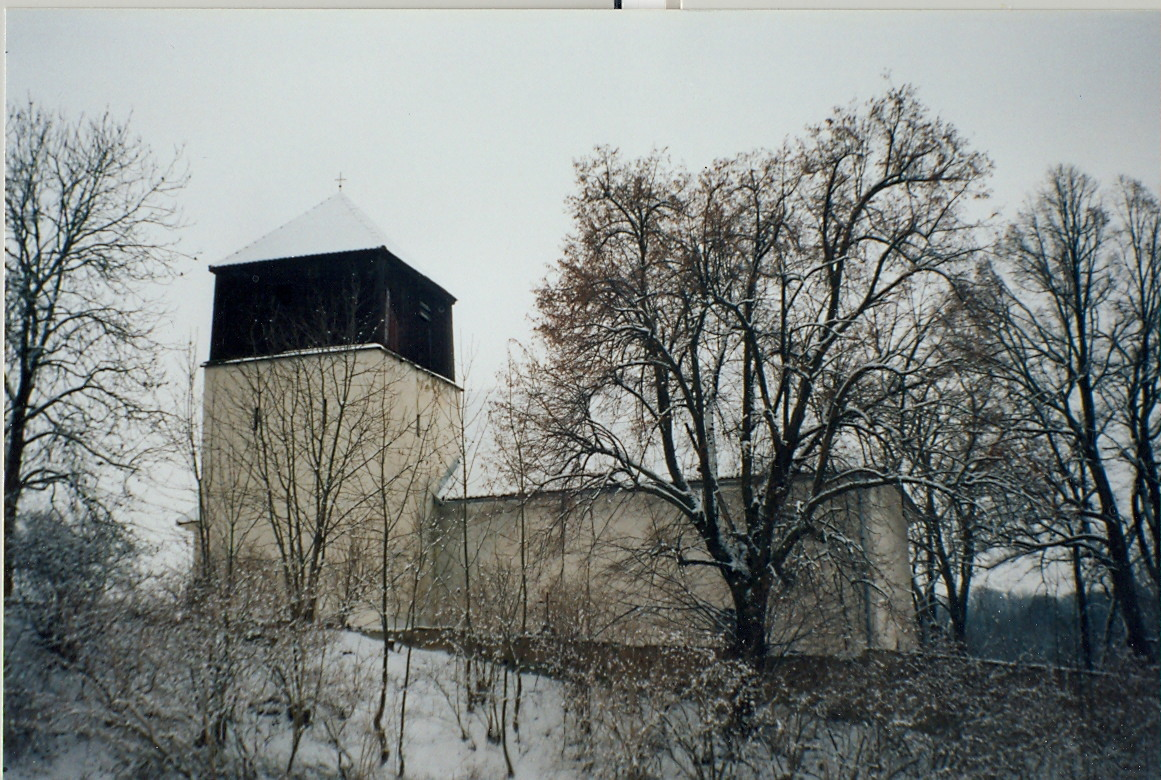
Zvonice kostela

K dalším stavebním, úpravám kostela došlo v 15. století (západní portál a portál do sakristie) a zejména ve století 16. V roce 1593 obnovila Kateřina z Doupova nehasickou farnost a darovala jí pozemky. Z té doby pravděpodobně pochází zvonice nad sakristií, dvě okna v jižní stěně lodi a zřejmě i trámový strop. Barokní přestavbu kostela v roce 1677, kterou uvádí starší literatura a podle ní Pocheho kompendium, není doložena v žádném písemném pramenu. Nicméně v 70. letech 17. století jsou v kostelních účtech zachyceny výdaje za drobnější akce: opravy dvou štítů a proražení dalšího okna do sakristie. V roce 1704 byla do zvonice instalována nová dřevěná zvonová hlava, rekonstruovaná v roce 2018. V první polovině 19. století byla do západní části lodi vestavěna dřevěná kruchta. V roce 1857 byla zbořena část zdiva presbytáře, nahrazena novou, zvýšilo se zdivo lodi a nahradily se nevyhovující části krovu.

## Stavební podoba

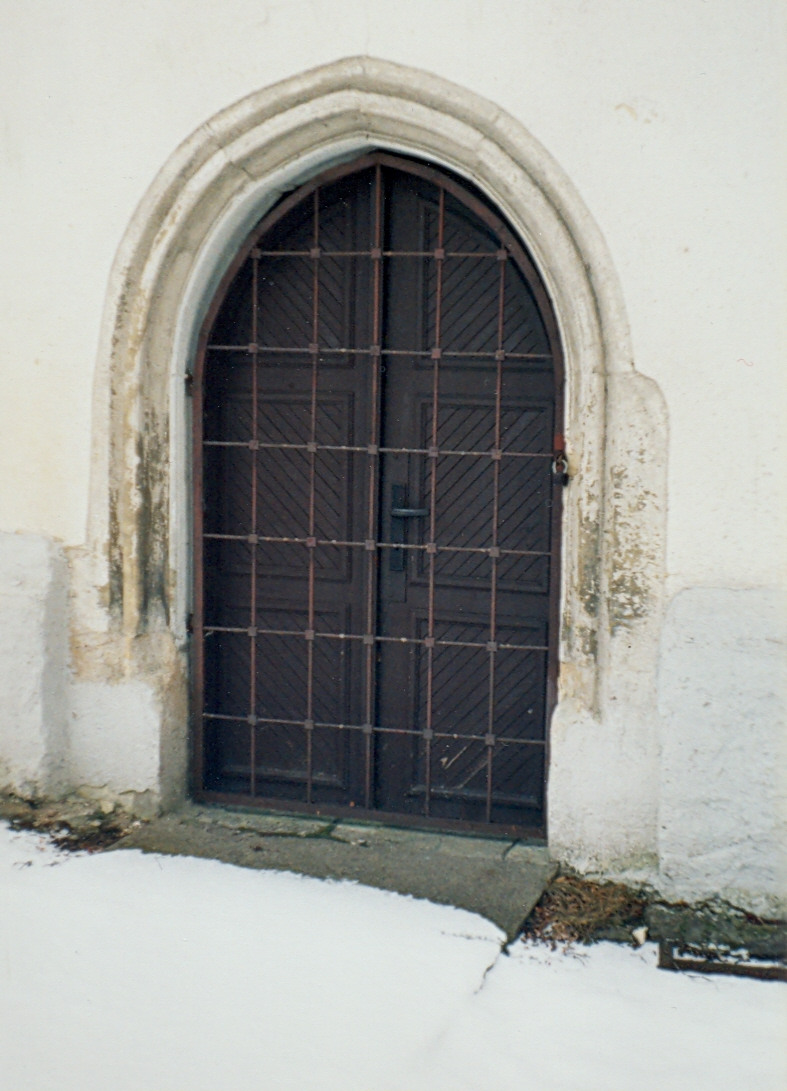
Západní portál

Obdélný jednolodní kostel je na východní straně ukončen pravoúhlým presbytářem. K jeho severní straně je přiložena hranolová věž s dřevěným zvonovým patrem. K jižní straně lodi byla přistavěna barokní márnice. Do lodi s rákosovým stropem se vstupuje pozdně gotickým portálem v západním průčelí. Je pravděpodobné, že původně tvořil jižní vstup do lodi a jeho stávající umístění je sekundární. Třemi poli křížové klenby zaklenutý presbytář je osvětlen pozdně gotickým hrotitým kružbovým oknem v jižní zdi. Sakristie se nachází v přízemí věže. Žebra její osmidílné žebrové klenby se sbíhají do heraldického svorníku s obrazem tří podkov.

## Vybavení
Koncem 60. let 20. století, kdy vznikaly podklady pro Pocheho kompendium, se v kostele nacházel raně barokní hlavní oltář z roku 1677, v jehož středovém výklenku stála socha Panny Marie. Boční oltář svatého Kříže z osmnáctého století byl také barokní. Jeho predellu zdobil reliéf Kristova rodu. Druhý boční oltář z 19. století byl zasvěcený svatému Janu Nepomuckému. Žádný z oltářů ani kovové svícny z roku 1701, rovněž v soupisu uváděné, už ale v kostele nejsou. Z inventáře se dochovala kamenná křtitelnice s reliéfy po obvodu ze druhé poloviny 16. století a středověká oltářní menza hlavního oltáře. V presbytáři se nachází tři mramorové náhrobníky rodů Vřesovců a Hrušků z Března. Významnou památkou je pískovcový epitaf s pilastry a trojhranným štítem, náležící rodině Kostomlatských z Vřesovic. K zařízení patří i dřevěná kazatelna.
Varhany byly v kostele postupně nejméně tři. Nejstarší jsou doloženy v roce 1737, jednalo se o malý dvourejstříkový pozitiv. V roce 1843 ho nahradil nástroj vyrobený varhanářem Josefem Gröblem z Kadaně. Tyto varhany zanikly počátkem 20. století. Místo něj postavila forma Rieger z Krnova v roce 1912 nový nástroj. Ten byl devastován a vykraden. Zachovala se z něj jen skříň na kruchtě.